# Staffage
Ne doit pas être confondu avec Staff (matériau).
 (avril 2015).
Si vous disposez d'ouvrages ou d'articles de référence ou si vous connaissez des sites web de qualité traitant du thème abordé ici, merci de compléter l'article en donnant les références utiles à sa vérifiabilité et en les liant à la section « Notes et références ».

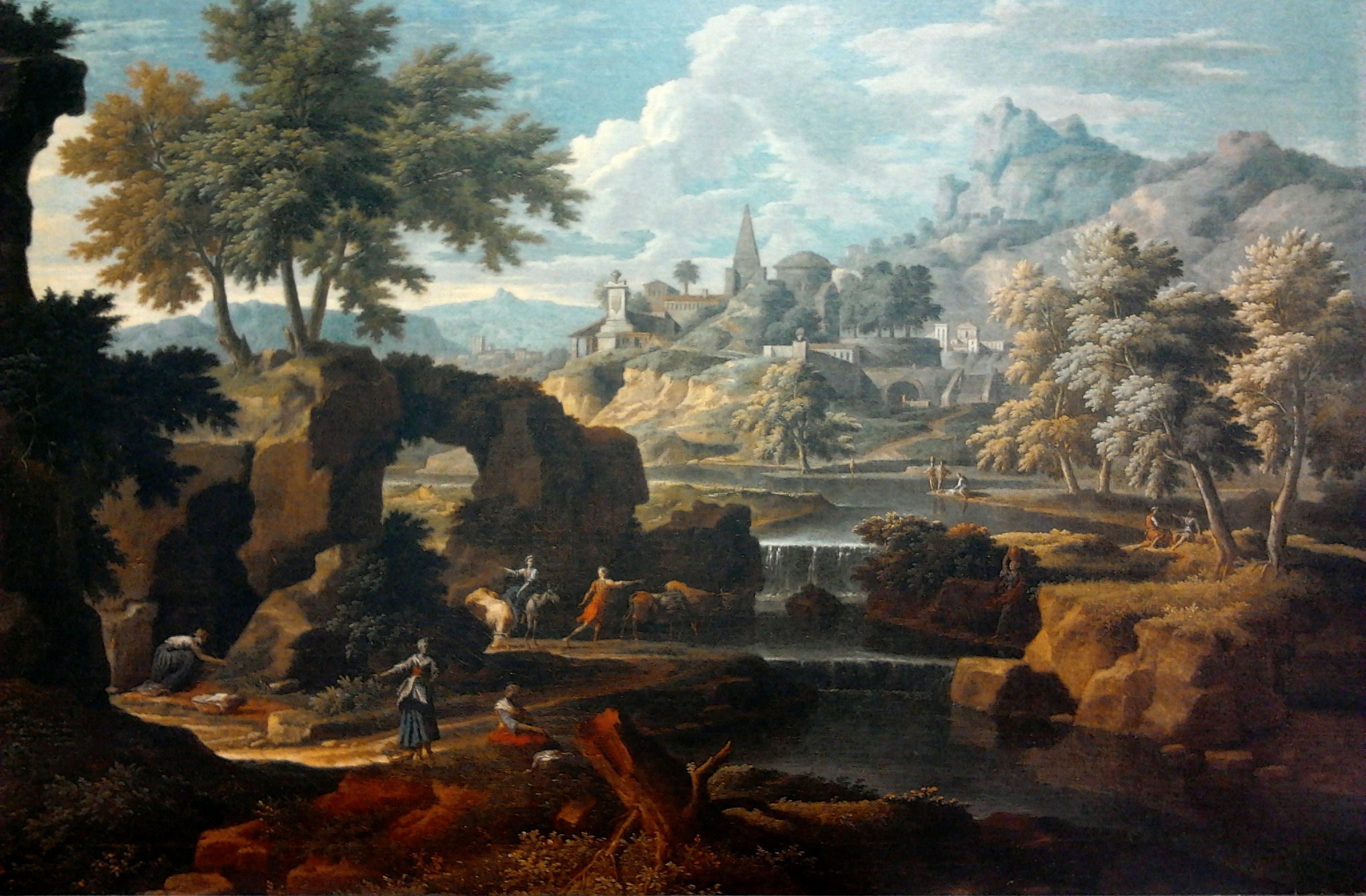
Paysage classique avec staffage, fin du XVIIe siècle, Étienne Allegrain.

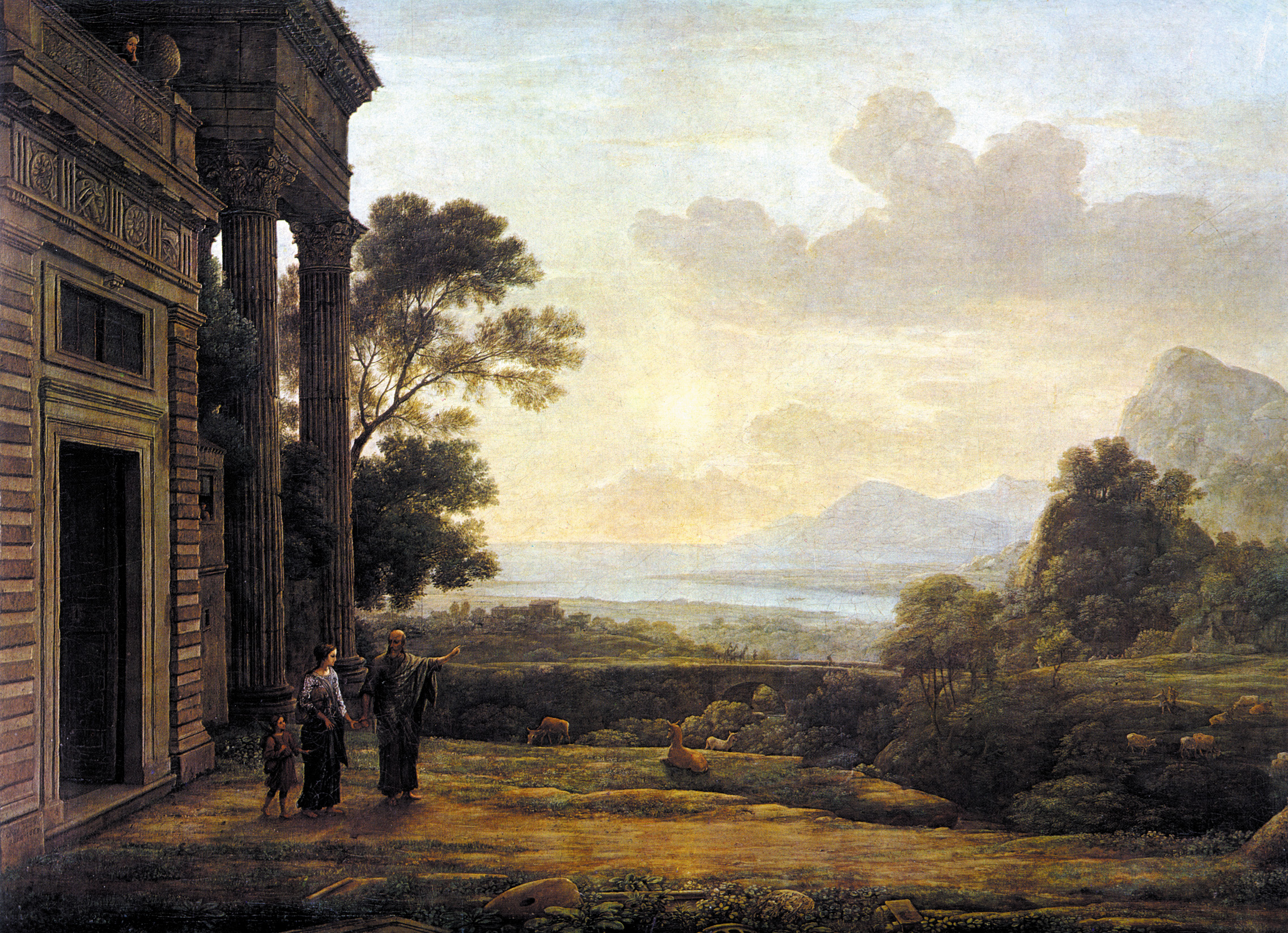
La Répudiation d'Agar, 1668, Le Lorrain.

En peinture, le terme staffage désigne les figures humaines et animales d'un tableau, en particulier dans les paysages, qui ne sont pas le sujet principal de l'œuvre.

## Origine et définition
Le mot est attesté dans les arts visuels au début du XVIIIe siècle en langue allemande, pour parler des éléments décoratifs secondaires d'une composition. Il viendrait du mot allemand stafferen (décorer) et du suffixe français « -age ». À la fin de ce siècle, il se désigne spécialement les figures humaines dans cette fonction:

« Staffage vient du mot allemand staffel (degré), staffeley (chevalet), et staffieren (garnir) ; il désigne en peinture ce que l'on appelle en français peuplé, c'est-à-dire la partie d'un tableau formée par les figures d'hommes et de femmes qui « animent » un paysage »

— August Demmin.
Le mot peut avoir deux acceptions[réf. nécessaire] :
- comme terme général pour désigner toute figure dans une œuvre, même si elles sont, au moins ostensiblement, le sujet principal ;
- comme terme descriptif pour les figures sans identité ni histoire spécifique, qui sont seulement incluses pour des raisons décoratives. Dans ce cas, le staffage est un accessoire de  composition qui ajoute de la vie à l'œuvre et de la profondeur à la peinture, qui peut renforcer le sujet principal et aider à donner une échelle des éléments de la composition.

Les figures de staffage de ce second sens sont anonymes. Les figures identifiées exécutées avec les mêmes techniques et proportions qu'on voit dans des paysages ne sont pas du staffage. Cependant, quand des figures mythologiques ou bibliques sont utilisées au lieu de bergers et de soldats anonymes, le staffage a l'effet, selon la théorie classique de la hiérarchie des genres, de transformer une peinture de paysage en une peinture plus prestigieuse, et souvent de plus grande valeur : la peinture d'histoire — et ceci même quand les figures sont petites au milieu de larges paysages. Ces peintures sont souvent intitulées sous la forme Paysage avec... ou Paysage classique avec... en détaillant le staffage ou en mettant tout simplement le mot « staffage »[réf. nécessaire].
Le staffage doit être distingué des figures de la peinture de genre, qui sont également anonymes et représentent typiquement des personnes communes, mais sont le sujet principal de la peinture.

## Utilisation
Pendant la période baroque, des peintres tels que Nicolas Poussin et Le Lorrain utilisaient régulièrement le staffage. Des spécialistes du paysage collaboraient avec d'autres peintres plus à même de peindre des figures humaines afin qu'ils réalisent le staffage de leurs toiles.
Certains artistes avaient dessiné leurs propres modèles afin de les réutiliser à plusieurs reprises, et on peut voir des personnages identiques d'une peinture à l'autre d'un même artiste ; parfois même, ces modèles étaient prêtés entre artistes. Au XIXe siècle, des livres circulaient avec des modèles de centaines de différentes figures de staffage destinées aux peintres afin qu'ils les « coupent et les collent » dans leurs compositions.